# .gb
.gb은 영국의 폐지된 국가 도메인이다. 영국의 ISO 3166-1 alpha-2에 정의된 국가 코드가 GB였으므로 국가 도메인으로 .gb가 주어졌으나 GB는 엄밀히 말해 그레이트브리튼섬만을 지칭하는 Great Britain(그레이트 브리튼)의 약자이므로 북아일랜드가 포함되지 않는다는 것 때문에 기피되어 현재는 쓰이지 않게 되었다. 대신에 별도의 특수한 목적으로 만들어졌던 .uk가 영국을 대표하는 유일한 최상위 국가 도메인이 되었다.
하위 도메인으로 .hmg.gb가 있었는데 영국 정부가 쓴 도메인이다. hmg는 영국 정부의 공식 명칭인 Her/His Majesty's Government의 약칭에서 왔다.
2020년 기준으로, dra.hmg.gb는 적어도 3개의 하위 도메인과 함께 DNS를 통해 존재하고 있다(그러나 이들 모두 웹사이트를 서비스하지는 않음): hermes.dra.hmg.gb, delos.dra.hmg.gb, dfhnet.dra.hmg.gb.